# Mauro Bigonzetti
Mauro Bigonzetti, né en 1960 à Rome, est un danseur et chorégraphe italien.

## Carrière
Bigonzetti a poursuivi sa formation à l'école de ballet de l'opéra de Rome. Il est incorporé dans la troupe du ballet en 1979. En 1983, il rejoint la troupe de ballet contemporain Aterballetto connue pour ses chorégraphies innovantes. Bigonzetti y commence ses premières chorégraphies en 1990. En 1993, il rejoint le ballet de Toscane, puis retourne à Aterbaletto en 1997, pour diriger la compagnie, tout en effectuant des chorégraphies sur commande pour d'autres grandes scènes internationales. Depuis 2008, il en est le chorégraphe principal.

## Chorégraphies
Bigonzetti a collaboré avec de grandes troupes, comme celles de l'opéra de Rome, du ballet de Toscane (Balletto di Toscana), le Deutsche Oper Berlin, le ballet d'Ankara, l'English National Ballet, Julio Bocca & Ballet Argentino, celle du Gauthier Dance, le Stuttgart Ballet, le Staatsoper Dresden, le Ballet Gulbenkian et le City Ballet de São Paulo. Pour le New York City Ballet, il a produit Vespro en 2002, In Vento en 2006 et Oltremare en 2008, en collaboration avec le compositeur Bruno Moretti.
Sa chorégraphie, Le Quattro Stagioni, sur la musique des Quatre Saisons de Vivaldi, a été présentée par les Grands Ballets Canadiens à partir du 24 mai 2007, et a remporté un grand succès international. En 2008, paraît Caravaggio, ballet filmé, dans une chorégraphie de Mauro Bigonzetti, avec notamment Vladimir Malakhov dans le rôle-titre et Polina Semionova.